# Olimpiada Centroeuropea de Informática
La Olimpiada Centroeuropea de Informática u Olimpiada de Informática de Europa Central (en inglés: Central European Olympiad in Informatics, CEOI), es una competición anual de informática para estudiantes de secundaria que se desarrolla a la par de la Olimpiada Internacional de Informática (IOI). En la competición, los participantes deben poder implementar algoritmos para resolver problemas típicos de la investigación operativa.
La primera edición de la competición tuvo lugar en 1994 en Rumania con cinco países participantes: Croacia, República Checa, Hungría, Polonia y Rumania. En la actualidad, son 8 los países miembros de la CEOI: Alemania, Croacia, República Checa, Eslovaquia, Eslovenia, Hungría, Polonia y Rumania. Además, en cada edición, se escogen unos pocos países invitados. España participó en la edición de 2005. Cada país envía un equipo de hasta cuatro participantes, un líder de equipo y un sublíder. Sin embargo, los participantes compiten a título individual, es decir, no se tiene en cuenta la puntuación total del equipo. Los participantes son escogidos a través de competiciones nacionales de informática.

## Estructura de la competición
En cada uno de los dos días de competición, se les asignan tres problemas a los participantes para resolver en cinco horas. Cada estudiante trabaja solo, con un ordenador, sin contar con ninguna ayuda externa: está prohibido comunicarse con otros participantes, utilizar libros, etc. En general, para resolver el problema, el concursante debe escribir un programa en un lenguaje de programación y consignarlo antes de expirar el plazo de cinco horas. A continuación, se evalúa el programa ejecutándolo con datos de prueba para un total de 10 o 20 pruebas con datos diversos. El concursante gana puntos por cada una de las pruebas que su programa realice correctamente con los datos introducido y teniendo en cuenta el límite de memoria y el tiempo asignado.
En algunos casos, el programa debe interactuar con una biblioteca oculta. Esto permite que haya problemas en que la entrada no sea fija sino que dependa de las acciones del propio programa, por ejemplo, en aquellos problemas en los que el programa debe «jugar».
Hay otro tipo de problema en que los datos de entrada están disponibles de forma pública durante las cinco horas. En este caso, el participante no debe consignar un programa, sino los datos de salida relativos a los datos de entrada asignados.
Para cada uno de los participantes, se suma la puntuación obtenida en los seis problemas a lo largo de los dos días de competición. En la ceremonia de entrega de premios, los participantes recibirán o no una medalla según su clasificación, de forma que la relación entre medallas de oro, medallas de plata, medallas de bronce y participantes sin medalla siga una proporción 1:2:3:6.

## Ediciones
| Edición | Fechas                            | Lugar                   | Página web |
| ------- | --------------------------------- | ----------------------- | ---------- |
| I       | 27 a 31 de mayo de 1994           | Cluj-Napoca (Rumania)   | ND         |
| II      | 29 de mayo al 3 de junio de 1995  | Szeged (Hungría)        | CEOI 1995  |
| III     | 9 al 13 de octubre de 1996        | Bratislava (Eslovaquia) | CEOI 1996  |
| IV      | 17 a 24 de julio de 1997          | Nowy Sącz (Polonia)     | CEOI 1997  |
| V       | 20 a 27 de mayo de 1998           | Zadar (Croacia)         | CEOI 1998  |
| VI      | 2 a 9 de septiembre de 1999       | Brno (República Checa)  | CEOI 1999  |
| VII     | 24 a 31 de agosto de 2000         | Cluj-Napoca (Rumania)   | CEOI 2000  |
| VIII    | 10 a 17 de agosto de 2001         | Zalaegerszeg (Hungría)  | CEOI 2001  |
| IX      | 30 de junio a 6 de julio de 2002  | Košice (Eslovaquia)     | CEOI 2002  |
| X       | 5 a 12 de julio de 2003           | Münster (Alemania)      | CEOI 2003  |
| XI      | 13 a 17 de julio de 2004          | Rzeszów (Polonia)       | CEOI 2004  |
| XII     | 28 de julio a 5 de agosto de 2005 | Sárospatak (Hungría)    | CEOI 2005  |
| XIII    | 1 a 8 de julio de 2006            | Vrsar (Croacia)         | CEOI 2006  |
| XIV     | 1 a 7 de julio de 2007            | Brno (República Checa)  | CEOI 2007  |
| XV      | 6 a 12 de julio de 2008           | Dresde (Alemania)       | CEOI 2008  |
| XVI     | 8 a 14 de julio de 2009           | Târgu Mureş (Rumania)   | CEOI 2009  |
| XVII    | 12 a 19 de julio de 2010          | Košice (Eslovaquia)     | CEOI 2010  |
| XVIII   | 7 a 12 de julio de 2011           | Gdynia (Polonia)        | CEOI 2011  |
| XIX     | 7 a 13 de julio de 2012           | Tata (Hungría)          | CEOI 2012  |
| XX      | 13-19 de octubre de 2013          | Primošten (Croacia)     | CEOI 2013  |
| XXI     | 18-24 de junio de 2014            | Jena (Alemania)         | CEOI 2014  |
| XXII    | 29 de junio a 4 de julio de 2015  | Brno (República Checa)  | CEOI 2015  |
| XXIII   | 18 a 23 de julio de 2016          | Piatra Neamț (Rumania)  | CEOI 2016  |
| XXIV    | 10 a 15 de julio de 2017          | Liubliana (Eslovenia)   | CEOI 2017  |